# 김현준 (프로듀서)
김현준(1954년 5월 5일 ~ )은 대한민국의 방송인이다.

## 학력
- 광주고등학교
- 중앙대학교 연극영화과 학사

## 경력
- KBS 편성본부 운영실장
- KBS 드라마본부 PD (차장급)
- KBS TV제작본부 드라마운영팀장 (실장급)
- KBS 드라마본부 편성기획팀장 (국장급)
- 2012 여수세계박람회 명예홍보대사
- 삼화네트윅스 대표이사 사장
- 조선일보 방송기획단 자문위원
- CSTV 콘텐츠본부 본부장
- TV조선 콘텐츠본부 센터장 (본부장급)
- 스튜디오케이 대표이사